# Kanton Besançon-Sud
Kanton Besançon-Sud (francouzsky Canton de Besançon-Sud) je francouzský kanton v departementu Doubs v regionu Franche-Comté. Tvoří ho 11 obcí.

## Obce kantonu
- Arguel
- Besançon (jižní část)
- Beure
- Fontain
- Gennes
- La Chevillotte
- Le Gratteris
- Mamirolle
- Montfaucon
- Morre
- Saône
- La Vèze